# Крусик, Мишель
Мишель Крусик (англ. Michelle Krusiec, кит. 楊雅慧; род. 2 октября 1974, Тайвань) — американская актриса кино и телевидения. Изредка выступает как театральная актриса, актриса озвучивания, продюсер, режиссёр и сценарист.

## Биография
Будущая актриса родилась под именем Ya-Huei Yang 2 октября 1974 года на Тайване. Так как её матери было трудно растить пятерых детей, в пятилетнем возрасте была удочерена тётей, старшей сестрой отца (у той у самой уже были два сына), которая вышла замуж за американца, военного моряка. Отчим дал девочке новое имя — Мишель Жаклин — так как хотел дочку с французским именем. Семья переехала в США, в штат Виргиния, в город Виргиния-Бич. У Мишель на Тайване остались две сестры и брат, ещё одна сестра была удочерена японской семьёй. В 1996 году Мишель окончила театральный факультет Политехнического университета Виргинии со степенью «бакалавр искусств», а затем некоторое время обучалась в Оксфордском университете, брала уроки актёрского мастерства у преподавателя Ларри Мосса.
С 1992 года Крусик начала сниматься в телесериалах, с 1995 — в кинофильмах. В 1996 году она выступила ведущей нескольких выпусков передачи Discovery Channel «Путешественники», посетив при этом около полусотни интересных мест земного шара. С 2000 года карьера актрисы резко пошла на взлёт, она стала очень востребованной, и за 18 лет (по состоянию на ноябрь 2018 года) она снялась в более чем 70 фильмах и сериалах, приняла участие в озвучивании мультсериала «Американский папаша!» и компьютерной игры Tenchu: Wrath of Heaven.
Крусик является режиссёром, сценаристом и главной (и единственной) актрисой шоу «Сделано на Тайване». Оно было показано в Лос-Анджелесе и Нью-Йорке, имело успех, организация Visual Communications спонсировала актрису на переработку этого шоу в полнометражный фильм. Также Крусик играла роль Xi Yian в постановке Дэвида Генри Хванга «Чинглиш». Спектакль был показан в калифорнийских театрах «Беркли» и «Южный берег», а также на Фестивале искусств в Гонконге.

## Награды и номинации
- 2005 — Золотая лошадь в категории «Лучшая актриса» за роль в фильме «Спасая лицо» — номинация.
- 2012 — Специальный приз жюри на Тихоокеанско-азиатском кинофестивале в Лос-Анджелесе в категории «Лучший актёрский ансамбль — рассказ за кадром в полнометражном фильме» за роль в фильме «Истории бульвара Сансет» — победа.
- 2013 — Премия Общества национальных фильмов в категории «Лучшая актриса второго плана» за роль в фильме «Истории бульвара Сансет» — победа.

## Избранная фильмография

### Широкий экран
- 1995 — Никсон / Nixon — студентка
- 2000 — Последняя битва[англ.] / For the Cause — Лейтон
- 2002 — Тыковка / Pumpkin — Энн Чанг
- 2002 — Стильная штучка / Sweet Home Alabama — Пэн
- 2003 — Дежурный папа / Daddy Day Care — учительница английского языка
- 2003 — Тупой и ещё тупее тупого: Когда Гарри встретил Ллойда / Dumb and Dumberer: When Harry Met Lloyd — Чинг Чонг
- 2003 — Дюплекс / Duplex — доктор Канг
- 2004 — Спасая лицо / Saving Face — Вильгельмина «Уил» Панг, китайско-американская хирург-лесбиянка[2][3][4]
- 2005 — Оборотни / Cursed — Nosebleed Co-Worker
- 2007 — Нанкин / Nanking — Янг Шу Линг (документальный)
- 2007 — Смерть в эфире / Live! — Дилан
- 2007 — Нереальный Север[англ.] / Far North — Анья
- 2008 — Генри Пул уже здесь[англ.] / Henry Poole Is Here — молодая медсестра
- 2008 — Однажды в Вегасе / What Happens in Vegas — Чонг
- 2011 — Отвези меня домой / Take Me Home Tonight — Сюзанна
- 2011 — Речные убийства / The River Murders — Сунг Ли
- 2012 — Выборы[англ.] / Knife Fight — Шэннон Хонг
- 2015 — Приглашение / The Invitation — Джина

### Телевидение
- 1992 — CBS: Особенные школьные каникулы[англ.] / CBS Schoolbreak Special — Лайза (в эпизоде Sexual Considerations)
- 1998 — Звёздный путь: Глубокий космос 9 / Star Trek: Deep Space Nine — Молли О’Брайен[англ.] в возрасте 18 лет (в эпизоде Time's Orphan[англ.])
- 1998—2001 — Один мир[англ.] / One World — Сюи Блейк (в 39 эпизодах)
- 2000 — Провиденс / Providence — Донг Лу (в эпизоде The Storm)
- 2000 — Лучшие / Popular — Изысканная Ву (в 2 эпизодах)
- 2000—2002 — Титус: Правитель гаража[англ.] / Titus — Нэнси (в 6 эпизодах)
- 2001 — Охотники за нечистью / Special Unit 2 — Паразитка (в эпизоде The Grain)
- 2001 — Разум женатого мужчины[англ.] / The Mind of the Married Man — Сачико, массажистка (в 2 эпизодах)
- 2002 — Скорая помощь / ER — Тонг Йе (в эпизоде Tell Me Where It Hurts)
- 2003 — Детектив Монк / Monk — Мария (в эпизоде Mr. Monk and the Sleeping Suspect)
- 2003, 2005 — Без следа / Without a Trace — разные роли (в 2 эпизодах)
- 2004 — Сильное лекарство / Strong Medicine — Чен Линг Фонг (в эпизоде Like Cures Like)
- 2004 — Детектив Раш / Cold Case — Кара Дхит 2004 (в эпизоде Who's Your Daddy)
- 2005 — Дурман / Weeds — Хелен Чин (в эпизоде Free Goat)
- 2005 — Анатомия страсти / Grey's Anatomy — Анна Чю (в эпизоде Bring the Pain)
- 2005 — Морская полиция: Спецотдел / NCIS — агент Майя (в эпизоде Under Covers[англ.])
- 2006 — Переговорщики[англ.] / Standoff — Ким Лау (в эпизоде Shanghai'd)
- 2007, 2009 — Грязные мокрые деньги / Dirty Sexy Money — Мей Линг Хва Дарлинг (в 5 эпизодах)
- 2008 — Мой личный враг[англ.] / My Own Worst Enemy — Пола / Эллен (в эпизоде That Is Not My Son)
- 2009 — Сознание[англ.] / Mental — доктор Айми Лин (в эпизоде Life and Limb)
- 2009 — C.S.I.: Место преступления Нью-Йорк / CSI: NY — Лайза Ким (в эпизоде Blacklist (Featuring Grave Digger))
- 2010 — C.S.I.: Место преступления Майами / CSI: Miami — Сьюзан Ли (в эпизоде Die by the Sword)
- 2010 — Части тела / Nip/Tuck — Мей (в эпизоде Hiro Yoshimura)
- 2010 — Голубая кровь / Blue Bloods — Нэнси Уэйкфилд (в эпизоде Chinatown)
- 2010—2011 — Втайне от родителей / The Secret Life of the American Teenager — Эмили (в 6 эпизодах)
- 2011 — Сообщество / Community — Ву Мей (в эпизоде Competitive Wine Tasting[англ.])
- 2011 — Главный госпиталь / General Hospital — Грейс Янг (в 6 эпизодах)
- 2011—2012 — Грань / Fringe — Надайн Парк (в 3 эпизодах)
- 2012 — Контакт / Touch — Лэнни Чонг (в эпизоде Lost & Found)
- 2014 — Рейк[англ.] / Rake — доктор Мэри Вон (в эпизоде Man's Best Friend)
- 2014 — Старость — не радость / Getting On — Андреа Конрад (в 2 эпизодах)
- 2015 — Особо тяжкие преступления / Major Crimes — Виктория Нг (в эпизоде Open Line)
- 2015 — Лонгмайер / Longmire — Шиори Игава (в эпизоде War Eagle)
- 2016 — Дэмиен / Damien — Фумика Эйко (в эпизоде The Number of a Man)
- 2016—2017 — Стрелок / Shooter — Лин Джонсон (в 4 эпизодах)
- 2016 — н. в. — Гавайи 5.0 / Hawaii Five-0 — Мишель Шиома, лидер Якудзы (в 5 эпизодах)

### Озвучивание
- 2003 — Tenchu: Wrath of Heaven[англ.] — Аяме[англ.] (компьютерная игра)
- 2008 — Американский папаша! / American Dad! — разные роли (мультсериал, в 2 эпизодах)